# Antonio Pellegrini
Antonio Pellegrini (* 11. August 1812 in Rom; † 2. November 1887 in Rom) war ein italienischer Kardinal.

## Leben
Er wurde als Sohn von Benedetto Pellegrini, eines Patriziers von Velletri und Piperno, und Maria Magdalena Storani geboren.
Pius IX. ernannte ihn im Konsistorium vom 28. Dezember 1877 zum Kardinaldiakon der Titeldiakonie Santa Maria in Aquiro. Obwohl er Kardinal war, wurde er nie zum Bischof geweiht.
Er nahm am Konklave 1878, bei dem Papst Leo XIII. gewählt wurde, teil.
Er starb an einer Lungenentzündung, und sein Leichnam wurde auf dem Campo Verano bestattet.